# Sphecozone gravis
Sphecozone gravis är en spindelart som först beskrevs av Alfred Frank Millidge 1991.  Sphecozone gravis ingår i släktet Sphecozone och familjen täckvävarspindlar.
Artens utbredningsområde är Bolivia. Inga underarter finns listade i Catalogue of Life.